# Hydrobius melaenus
Hydrobius melaenus är en skalbaggsart som först beskrevs av Ernst Friedrich Germar 1824.  Hydrobius melaenus ingår i släktet Hydrobius och familjen palpbaggar. Inga underarter finns listade i Catalogue of Life.